# Elysius aperta
Elysius aperta là một loài bướm đêm thuộc phân họ Arctiinae, họ Erebidae.